# Tarnaszentmiklós
Tarnaszentmiklós je vas na Madžarskem, ki upravno spada pod podregijo Hevesi Županije Heves.